# Kryzys sudecki
Kryzys sudecki – międzynarodowy kryzys z 1938 roku spowodowany żądaniami III Rzeszy, dotyczącymi Kraju Sudeckiego w Czechosłowacji, zamieszkałego przez znaczną liczbę Niemców domagających się przyłączenia do III Rzeszy. Kryzys sudecki był jednym z kluczowych wydarzeń poprzedzających II wojnę światową. Adolf Hitler, powołując się na konieczność obrony interesów Niemców sudeckich, początkowo domagał się autonomii dla tego regionu, a następnie jego włączenia do III Rzeszy, grożąc w razie sprzeciwu wybuchem wojny. Po uzyskaniu zgody mocarstw zachodnich, w wyniku układu monachijskiego, Niemcy w październiku 1938 roku dokonały aneksji Kraju Sudeckiego. Sytuację tę wykorzystały również inne państwa – Polska zajęła Zaolzie, a Węgry (w ramach tzw. arbitrażu wiedeńskiego) otrzymały południową Słowację i Ruś Zakarpacką.

## Preludium
W 1936 roku Partia Niemców Sudeckich zaproponowała ustawy ochronne dla narodu (Volksschutzgesetze), które przewidywały utworzenie obowiązkowych związków narodowych, zorganizowanych na zasadach wodzowskich, wzorowanych na systemie hitlerowskim. Jesienią 1937 roku przywódca partii, Konrad Henlein, przedstawił Hitlerowi tajne memorandum, w którym sugerował aneksję ziem czeskich. Od tego momentu rozpoczęto stopniowe eskalowanie żądań. W marcu 1938 roku niemieckie wojska wkroczyły do Austrii, nie napotykając żadnego oporu zbrojnego. Hitler określił tę aneksję mianem Anschlussu, czyli przyłączeniem do III Rzeszy najstarszej marchii wschodniej narodu niemieckiego. Działaniami tymi bezpośrednio zwiększył ryzyko wybuchu wojny, wskazując na dalsze agresywne działania niemieckiego faszyzmu w innych rejonach przygranicznych. Natychmiast po nim na sile przybrały dążenia co do Czechosłowacji. 
Hitler obawiał się, że niespodziewany atak, bez odpowiedniego uzasadnienia, mógłby wywołać międzynarodowy sprzeciw i pogorszyć sytuację Niemiec na arenie światowej, dlatego natychmiast po anschlussie polecił liderowi Partii Niemców Sudeckich, Konradowi Henleinowi, stworzenie sytuacji w Sudetach, która mogłaby posłużyć za pretekst do niemieckiej interwencji militarnej. Niemiecka mniejszość zamieszkująca region miała wysuwać żądania niemożliwe do zaakceptowania przez czechosłowacki rząd. W kwietniu 1938 roku, podczas zjazdu w Karlowych Warach, Henlein ogłosił osiem postulatów, które w praktyce sprowadzały się do przyznania pełnej autonomii powiatom zamieszkałym przez Niemców oraz przekazania władzy w tych regionach jego partii. W odpowiedzi na te postulaty rząd Czechosłowacji opracował własny program uwzględnienia potrzeb mniejszości, który negocjowano z Henleinem. Propozycje te były wielokrotnie zmieniane, aż w końcu niemal wszystkie żądania Partii Niemców Sudeckich zostały zaakceptowane. Próba kompromisu i ratowania Republiki jedynie wzmocniła znaczenie ruchu politycznego kierowanego przez III Rzeszę, który stanowił zagrożenie dla Czechosłowacji. Kolejne ustępstwa na rzecz niemieckich nacjonalistów osłabiały przeciwników hitleryzmu wśród Niemców, kompromitując ich działania. Lojalność wobec Republiki nie poprawiła sytuacji niemieckiej mniejszości. Ostatecznie działania henleinowców, wspierane przez Berlin, szybko przyniosły sukces. Już w marcu 1938 roku niemieccy ministrowie opuścili rząd. Poza Partią Niemców Sudeckich jedynie socjaldemokraci i komuniści, głoszący sprzeciw wobec hitleryzmu, zachowali pewne wpływy wśród niemieckiej społeczności.
Wiosną 1938 roku sytuacja Czechosłowacji zaczęła budzić niepokój w stolicach zachodnich mocarstw. Starano się również ustalić stanowisko Polski na wypadek konfliktu. Minister spraw zagranicznych Francji, Georges Bonnet, podczas rozmowy z polskim ambasadorem w Paryżu Juliuszem Łukasiewiczem 30 kwietnia wyraził, że rządy Francji i Wielkiej Brytanii chciałyby mieć pewność, iż Polska wesprze ich działania na rzecz pokojowego rozwiązania sporów między Niemcami a Czechosłowacją. Liczyły również na to, że Polska wywrze wpływ w tej sprawie lub przynajmniej zajmie neutralne stanowisko, które uniemożliwi Niemcom wykorzystanie sytuacji w negocjacjach. Polski rząd był proszony o podjęcie działań, które uniemożliwiłyby Niemcom liczenie na wsparcie Polski w negocjacjach dotyczących Czechosłowacji. Mimo powtarzających się pytań, odpowiedź Warszawy była wymijająca, ale jednoznaczna: Polska nie miała żadnych zobowiązań wobec Czechosłowacji. 
W tym czasie Francja była przekonana o konieczności wsparcia Czechosłowacji w razie niemieckiego zagrożenia, choć niepewność co do wyniku potencjalnego konfliktu uzależniała jej decyzje od stanowiska Wielkiej Brytanii. Paryż oczekiwał również zaangażowania Polski, podczas gdy Warszawa uważała Czechosłowację za niestabilne państwo, którego osłabienie, na przykład poprzez wspieranie niepodległościowych dążeń Słowacji, mogłoby przynieść Polsce korzyści w regionie. Wspomniane wcześniej postulaty niemieccy nacjonaliści traktowali jedynie jako program minimum, licząc, że Czechosłowacja nie zaakceptuje tak daleko idących żądań, i tak też się stało. Doprowadziło to do międzynarodowego kryzysu. Ponadto od wiosny 1938 roku z Berlina inspirowano liczne incydenty i starcia między niemieckimi demonstrantami a czechosłowacką policją, które propaganda III Rzeszy wykorzystywała jako dowód rzekomego ucisku i prześladowań mniejszości niemieckiej.

## Pierwszy kryzys
Pierwszy kryzys miał miejsce pod koniec maja, kiedy Czechosłowacja, zaniepokojona prawdopodobnie fałszywymi doniesieniami o niemieckich ruchach wojsk przy granicy, zarządziła częściową mobilizację. Niemcy odpowiedziały protestami i oskarżeniami, że to Praga dąży do wojny. Mimo wszystko mobilizacja wzmocniła morale i pokazała gotowość obronną kraju. Prezydent Beneš, wierząc w solidarność państw demokratycznych przeciw Niemcom, poprosił o mediację brytyjską. Jednak hitlerowska propaganda o rzekomej dyskryminacji mniejszości narodowych w Czechosłowacji zyskała na Zachodzie wielu zwolenników. Nawet ci, którzy chcieli bronić demokracji, nie chcieli wspierać systemu represji wobec mniejszości. W efekcie rosła niechęć do przeciwstawiania się III Rzeszy. Czechosłowacja wiązała nadzieje z ZSRR, który deklarował wsparcie, jednak jego realizacja była utrudniona z powodu braku wspólnej granicy. Polska i Rumunia odmówiły zgody na przemarsz radzieckich wojsk, obawiając się komunistycznego przewrotu lub aneksji terytoriów. Przez Rumunię możliwe było jednak przesyłanie sprzętu wojskowego. Szczególnie istotne dla Czechosłowacji było wzmocnienie lotnictwa, będącego najsłabszym elementem jej obrony, co zaowocowało transferem kilku samolotów przez rumuńską przestrzeń powietrzną, mimo protestów Polski w Bukareszcie. Obawy przed radziecką interwencją wyrażano także w Turcji, uznając, że Moskwa mogłaby wykorzystać sytuację do szerzenia rewolucji. ZSRR dążył do uzyskania wpływu na rozwiązanie konfliktu, by dołączyć do grona decydujących o losach Europy mocarstw. Idealnym scenariuszem dla ZSRR był konflikt Niemiec z zachodnimi mocarstwami, który osłabiłby obie strony i wzmocnił jego pozycję. Mimo deklarowanej gotowości do pomocy Czechosłowacji, brak zaufania ze strony Wielkiej Brytanii i Francji uniemożliwił współpracę z Moskwą.  
Bez względu na polityczne plany i oczekiwania Związku Radzieckiego, deklaracja wsparcia militarnego dla Czechosłowacji oraz obietnice dostaw sprzętu znacząco wzmocniły pozycję komunistów w społeczeństwie. Po raz pierwszy, w kluczowym momencie dla Republiki Czeskiej, jej obrona przed zewnętrznym zagrożeniem zbiegła się z interesami i strategią ZSRR, Międzynarodówki Komunistycznej oraz Komunistycznej Partii Czechosłowacji. Komuniści, którzy dotychczas nawoływali głównie do walki z rządem i kapitałem, tym razem apelowali o obronę państwa, co było zgodne z nastrojami większości obywateli, niezależnie od różnic narodowościowych i politycznych. 
Latem 1938 roku w Czechosłowacji działała misja lorda Runcimana, która, po rozmowach z przedstawicielami Niemców Sudeckich, uznała za konieczne doprowadzenie do kompromisu przez ustępstwa rządu w Pradze.

## Pucz
Wrzesień 1938 roku okazał się czasem przełomowym. Gdy rząd Czechosłowacji nie spełnił wygórowanych żądań Niemców Sudeckich dotyczących samostanowienia, zwolennicy Henleina, wykorzystując incydent w Morawskiej Ostrawie (7 września doszło tam do starć między ich sympatykami a policją i czeskimi mieszkańcami), zerwali rozmowy z rządem, a 12 września podjęli próbę zamachu stanu w regionach przygranicznych zamieszkanych przez Niemców, lecz ich dwudniowy pucz zakończył się niepowodzeniem. Przeciwko zamachowcom wystąpiły nie tylko siły zbrojne i policja, ale także niemieccy socjaldemokraci i komuniści. Po niepowodzeniu Henlein wraz z innymi osobami zbiegł do Niemiec, a rząd rozwiązał Partię Niemców Sudeckich. W Rzeszy utworzono Sudetendeutsches Freikorps (Sudetoniemiecki Korpus Wyzwoleńczy), podlegający Heinrichowi Himmlerowi, który prowadził działania sabotażowe i terrorystyczne po stronie czeskiej. Po krótkim czasie Henlein z korpusem oraz oddziałami SS-Standarte „Oberbayern” powrócił do Czechosłowcji. Dzięki pasywnej postawie rządu czechosłowackiego, który obawiał się otwartej wojny z Niemcami, Henlein 23 sierpnia 1938 roku przejął kontrolę nad przygranicznym powiatem Aš. Na arenie międzynarodowej działania te Niemcy uzasadniali dążeniem niemieckiej mniejszości do samostanowienia, starając się ukryć faktyczne wsparcie Berlina dla rebeliantów.
Swoje żądania zgłaszały również inne mniejszości narodowe, takie jak Węgrzy i Polacy. Instrukcje przesyłane z Warszawy zalecały przyjęcie zasady, że prawa przyznane Niemcom w Czechosłowacji powinny dotyczyć także Polaków. W zgodzie z tym stanowiskiem działały zarówno polskie organizacje na czeskim Śląsku, jak i polscy dyplomaci. Z kolei działacze ludowi domagali się wprowadzenia autonomii. Niemiecka dyplomacja osiągnęła w ten sposób swój cel: kwestia niemieckiej mniejszości w Czechosłowacji przekształciła się w międzynarodowy problem dotyczący relacji rządu w Pradze (określanego jako „czeski") z różnymi narodowościami, które łącznie stanowiły większość obywateli Republiki.

## Żądania ustępstw wobec Czechosłowacji
15 września premier Wielkiej Brytanii Neville Chamberlain udał się do Niemiec, gdzie Hitler przedstawił żądanie ustępstw terytorialnych od Czechosłowacji. Kilka dni później brytyjski rząd, wspierany przez francuskiego premiera Édouarda Daladiera, zdecydował się wywrzeć presję na Czechosłowację, by oddała Niemcom ziemie przygraniczne. 19 września rządy Francji i Wielkiej Brytanii przedstawiły w Pradze żądanie przekazania terenów, na których Niemcy stanowili ponad 50 procent ludności bez przeprowadzania plebiscytu. Memorandum argumentowało, że jest to konieczne w interesie pokoju, który leży również w interesie samej Czechosłowacji. Zalecili również rezygnację ze współpracy ze Związkiem Radzieckim w sprawie wzajemnej pomocy oraz zaakceptowanie międzynarodowych gwarancji nowych granic, których udzielić miały Anglia i Francja wspólnie z Niemcami. Pierwotna odpowiedź czechosłowackiego rządu była odmowna, lecz gdy kilka dni później, 21 września, żądanie przybrało formę ultimatum, a ambasadorzy Wielkiej Brytanii i Francji poinformowali czeskiego ministra spraw zagranicznych i prezydenta Eduarda Beneša, że w przypadku wojny z Niemcami ich kraje nie udzielą Czechosłowacji pomocy, rząd i prezydent zgodzili się na ustępstwa. Wieść o tym wywołała falę protestów w całym kraju, a republikę ogarnęły masowe demonstracje. Komuniści planowali ogłosić strajk generalny i powołać Komitet Obrony Republiki jako podstawę nowego rządu. W obliczu presji społecznej rząd podał się do dymisji, a prezydent mianował nowym premierem gen. Jana Syrovýego. Nominację tę postrzegano jako znak gotowości do obrony kraju. W kluczowym momencie przed mikrofonami radia w Bratysławie wystąpił Sidor, który, w porozumieniu z działaczami partii ludowej, zadeklarował poparcie dla Republiki. To z kolei rozczarowało polską dyplomację, która liczyła na ogłoszenie przez Słowaków niepodległości.

## 2 Wizyta premiera Wlk. Brytanie w Niemczech
22 września Chamberlain udał się do Hitlera do Godesbergu, przedstawiając mu zgodę Czechosłowacji na wcześniejsze ustępstwa. Jednak Hitler zażądał kolejnych terytorialnych koncesji, które ujął w tzw. memorandum godesberskim. Domagał się także uwzględnienia żądań Polski i Węgier. 25 września w odpowiedzi Jan Masaryk, czechosłowacki poseł w Londynie i syn byłego prezydenta, oznajmił, że jego rząd przeanalizował dostarczony dokument i mapę, uznając je za ultimatum, jakie kieruje się do pokonanego narodu, a nie do suwerennego państwa. Podkreślił, że Czechosłowacja wykazała się największą możliwą gotowością do poświęceń w imię pokoju w Europie, podczas gdy rząd Hitlera nie uczynił najmniejszego kroku w tym kierunku. Treść memorandum była dla czechosłowackiego rządu szokująca, ponieważ propozycje znacząco wykraczały poza ustalenia anglo-francuskiego planu, odbierając Czechosłowacji wszelkie gwarancje suwerenności. Masaryk stanowczo stwierdził, że żądania Hitlera w obecnej formie są absolutnie nie do przyjęcia i zapowiedział, że jego rząd będzie stawiał im zdecydowany opór, wierząc w pomoc Bożą. Podkreślił także, że naród św. Wacława, Jana Husa i Tomáša Masaryka nie podda się niewoli.
Równocześnie z tym oświadczeniem, które wyróżniało się ostrą retoryką, w Pradze ogłoszono mobilizację.
Choć sytuacja Czechosłowacji wydawała się beznadziejna, warto zauważyć, że państwo to dysponowało dobrze rozwiniętym przemysłem zbrojeniowym, sprawnie zorganizowaną armią oraz silnymi umocnieniami na większości granic. Dodatkowo ukończono niektóre fortyfikacje na granicy z Austrią, a artyleria, będąca krajowej produkcji, stanowiła mocny punkt obrony.

## Działanie

Tereny zaanektowane przez III Rzeszę w 1938

21 września rozpoczęto koncentrację polskich oddziałów w pobliżu granicy na Śląsku Cieszyńskim. Władze wojewódzkie w Katowicach organizowały szpitale i punkty opatrunkowe na wypadek potencjalnych starć. Utworzono Legion Zaolziański, który prowadził działania dywersyjne po czeskiej stronie granicy. Polska, choć formalnie nie zawarła porozumienia z III Rzeszą, stawała się jej nieformalnym sojusznikiem. 25 września pojawiło się widmo wojny między III Rzeszą a Czechosłowacją. Polska również przygotowywała się do działań zbrojnych, choć żaden z polskich polityków nie zamierzał sprzymierzać się z Niemcami przeciwko Francji i Wielkiej Brytanii.

## Naciski na Czechosłowację
W obliczu kryzysu Benito Mussolini zaproponował mediacje i zorganizowanie konferencji czterech mocarstw. 29 września 1938 roku w Monachium odbyło się spotkanie przedstawicieli Niemiec, Wielkiej Brytanii, Francji i Włoch, którego celem było rozwiązanie kryzysu sudeckiego, choć w istocie stała się międzynarodowym spiskiem reakcyjnych sił przeciwko Czechosłowacji. Na spotkaniu pojawili się Neville Chamberlain, Edouard Daladier, Adolf Hitler i Benito Mussolini. Co istotne, do udziału w negocjacjach nie została zaproszona Czechosłowacja. Takie podejście skomentował premier Wielkiej Brytanii Neville Chamberlain, uznając układ monachijski za „pokój dla naszych czasów”. Ostatecznie cztery państwa zadecydowały o przekazaniu III Rzeszy spornych terytoriów należących do Czechosłowacji, tak zwany Sudetenland, czyli pas ziemi wzdłuż granicy czesko-niemieckiej, zamieszkany w większości przez ludność niemiecką. Konrad Henlein, awansowany do rangi SS-Obergruppenführera, został mianowany namiestnikiem Rzeszy w nowo utworzonym okręgu Sudetenland. Rząd Czechosłowacji zaakceptował te warunki 30 września., 
Również Polska skorzystała z osłabienia Czechosłowacji. Tego samego dnia polski poseł wręczył w Pradze ultimatum z 12-godzinnym terminem, domagając się oddania części Śląska Cieszyńskiego (Zaolzia), co również zostało zaakceptowane. Wojska polskie zajęły Zaolzie – obszar zamieszkany głównie przez Polaków, o który od zakończenia I wojny światowej toczyły się spory z Czechosłowacją. Dodatkowo przyłączono niewielkie fragmenty w okolicach słowackiego miasta Czadca, aby cała linia kolejowa ze Zwardonia do Cieszyna znalazła się w Polsce. Działania te sprawiły, że minister spraw zagranicznych Józef Beck de facto współpracował z Hitlerem, wspierając niemiecką politykę aneksji. Hitler z aprobatą wyraził się o postawie polskiego rządu, mówiąc, że „Piłsudski byłby z nich zadowolony”.
W kolejnych dniach wojska niemieckie, które Czechosłowacja zmuszona była odstąpić. Na mocy postanowień układu monachijskiego Niemcy anektowały Kraj Sudecki – wąski pas czeskiego terytorium wzdłuż granicy z Niemcami, zamieszkany głównie przez ludność niemiecką. Niemcy dążyli do takich zmian granic, które zapewniłyby im gospodarcze uzależnienie Czechosłowacji. Zmiany dotknęły również struktury państwa i jego władz – nowym ministrem spraw zagranicznych został František Chvalkovský, a prezydent Edvard Beneš ustąpił 5 października, wyjeżdżając do Anglii 22 października. W nowo utworzonym okręgu Sudetenland namiestnikiem Rzeszy został ustanowiony Konrad Henlein, mianowany SS-Obergruppenführerem. Jednak Führer nie zamierzał poprzestać na ustaleniach z Monachium. Już w październiku 1938 roku wydał tajną dyrektywę dotyczącą pełnego zajęcia Czech oraz utworzenia odrębnego państwa słowackiego. 
11 października powołano autonomiczny rząd Rusi Podkarpackiej, którego premierem został Andrij Brodij. 22 listopada Zgromadzenie Narodowe uchwaliło konstytucyjne ustawy o autonomii Słowacji oraz Rusi Podkarpackiej (nazywanej odtąd Karpacką Ukrainą). W konsekwencji zmieniono oficjalną nazwę państwa na Republikę Czecho-Słowacką. 6 października w Żylinie odbyło się posiedzenie regionalnych władz słowackiej partii komunistycznej, które wyraziły poparcie dla autonomii. Mimo tego 9 października słowackie Ministerstwo Spraw Wewnętrznych zakazało działalności Komunistycznej Partii Czechosłowacji na Słowacji.

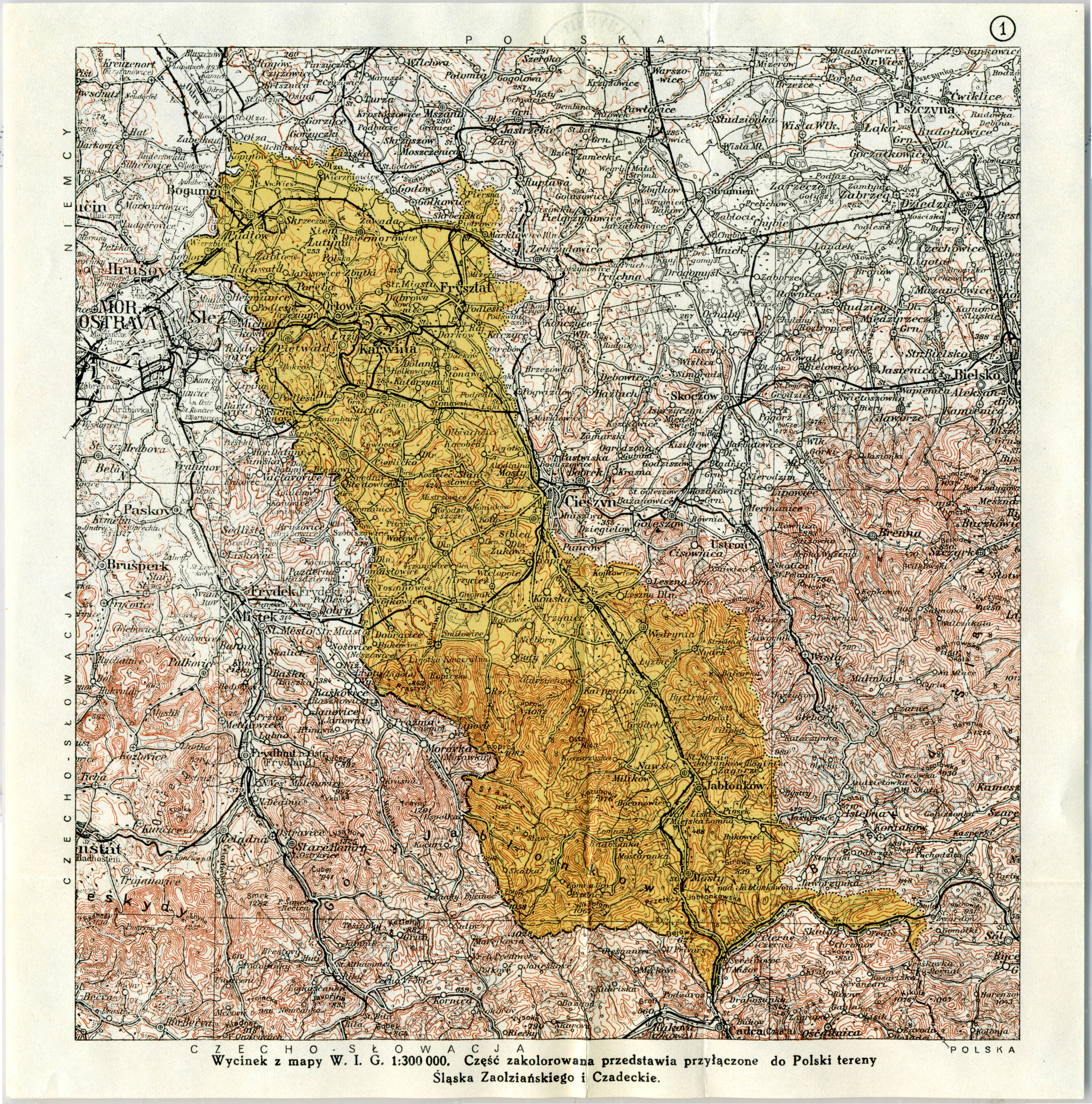
Tereny Czechosłowacji przyłączone do Polski w roku 1938

## Następstwa i konsekwencje
15 marca 1939 roku w Berlinie, prezydent Czechosłowacji Emil Hácha, po układzie monachijskim, zawarł z Niemcami porozumienie dotyczące rezygnacji z suwerenności państwowej oraz utworzenia Protektoratu Czech i Moraw. W wyniku dekretu Adolfa Hitlera, popartego wkroczeniem wojsk niemieckich, następnego dnia formalnie rozwiązano Republikę Czechosłowacką, zastępując ją Protektoratem Czech i Moraw, zarządzanym przez hitlerowskiego gubernatora.
Retoryka i działania Niemiec podczas dwóch agresywnych aneksji w 1938 roku wykazywały znaczące podobieństwa do strategii, którą później zastosował wobec Polski. Ponownie odwoływał się do idei prawa narodów do samostanowienia, nawiązując do 14-punktowego programu Woodrowa Wilsona z 1918 roku, który określał zasady powojennego ładu w Europie. Oficjalnym celem miało być przyłączenie do Rzeszy obszarów zamieszkanych przez ludność niemiecką. W rzeczywistości jednak celem Hitlera była dalekosiężna ekspansja terytorialna, wykraczająca poza obszary zwartego osadnictwa niemieckiego. W ten sposób dążył do realizacji swojej koncepcji „przestrzeni życiowej” dla narodu niemieckiego. Hitler wykorzystywał zamieszkującą te tereny mniejszość niemiecką jako narzędzie polityczne, narażając ją na niebezpieczeństwo, jeśli uznawał to za korzystne dla swoich celów, a preteksty do interwencji militarnych często sam kreował.
Podczas Anschlussu Austrii i rozpadu Czechosłowacji Hitler przyjął strategię zakładającą, że mocarstwa zachodnie nie zdecydują się na reakcję, by uniknąć wojny w Europie. Takie podejście okazało się skuteczne w obu przypadkach. Było jednak jasne, że dotychczasowe sukcesy Niemiec nie zaspokoją ich ambicji. Francuski ambasador Robert Coulondre w grudniu 1938 po objęciu urzędu w Berlinie zauważył, że Hitler zakończył etap przyłączania „niemieckości” do Rzeszy i szykuje się do walki o „przestrzeń życiową”. Jego przewidywania sprawdziły się w marcu 1939 roku, gdy Wehrmacht wkroczył na terytorium okrojonych Czech, ustanawiając Protektorat Czech i Moraw. Po dwóch dekadach pozornego pokoju w Europie znów pojawiło się powszechne przeczucie zbliżającej się wojny.